# Cuvette-Ouest
Le département de la Cuvette-Ouest est l'un des départements de la république du Congo, situé dans la partie ouest du pays. Le chef-lieu du département est Ewo.

## Géographie
Le département de la Cuvette-Ouest est limitrophe avec les départements de la Cuvette, de la Sangha, des plateaux avec lesquels ils sont séparés par la rivière Alima à Okoyo ainsi qu'avec le Gabon.
| Ogooué-Ivindo | Sangha        | Sangha  |
|               | Cuvette-Ouest | Cuvette |
| Haut-Ogooué   | Cuvette       |         |

## Histoire
La région de la Cuvette-Ouest est instituée depuis 1995 par séparation de la partie Ouest de la région de la Cuvette. En septembre de la même année, les postes de contrôle administratifs de Mbama et d’Etoumbi sont érigés en district.

## Administration
Le département de la Cuvette-Ouest est divisé en 6 districts :
- Etoumbi
- Ewo
- Kéllé
- Mbama
- Mbomo
- Okoyo

## Économie
Le parc national d'Odzala-Kokoua (PNOK) s'étend sur la partie Nord du département. Il est inscrit en liste indicative du patrimoine mondial de l'UNESCO.